# Füsilier-Garde 1953
Die Füsilier-Garde 1953 e.V. ist eine Mainzer Fastnachtsgarde aus dem Stadtteil Gonsenheim. Sie wurde im Jahr 1953 gegründet und gehört mit über 950 Mitgliedern zu den größten eigenständigen Garden der rheinischen Fastnacht. Die Garde ist bekannt für ihre farbenprächtige blau-gelbe Uniform, ihr Selbstverständnis als "Familiengarde", innovative Veranstaltungsformate sowie die enge Kooperation mit dem Gonsenheimer Carneval-Verein (GCV).
Die Füsilier-Garde wurde am 20. März 1953 in der Gaststätte „Zum Goldenen Adler“ in Mainz-Gonsenheim gegründet. Initiator war der erst einundzwanzigjährige Werner Christoph Schultheis, der zuvor bereits zwei Jahre an der Konzeption einer eigenständigen Gonsenheimer Fastnachtsgarde gearbeitet hatte. Die erste Uniformierung erfolgte noch im selben Jahr, der erste öffentliche Auftritt mit 19 Uniformierten fand im Januar 1954 bei einer Karnevalssitzung des Gonsenheimer Carneval-Verein statt. Seit 1955 besteht die sogenannte „Närrische Achse Gonsenheim“, die Zusammenarbeit zwischen der Füsilier-Garde und dem traditionsreichen Gonsenheimer Carneval-Verein, bei gleichzeitig gewahrter Eigenständigkeit.

## Herkunft des Namens und der Uniform
Name, Uniform und Fahne der Füsilier-Garde sind inspiriert vom historischen Hessen-Kasseler Füsilier-Regiment Nr. 80, das 1689 im Rahmen des Pfälzischen Erbfolgekrieges in Gonsenheim stationiert war. Die Uniform ist in Blau, Weiß und Gelb gehalten, mit schwarzem Dreispitz und rot-weißem Federschmuck. Der Gardemarsch basiert auf dem Regimentsmarsch des Infanterie-Regiments „Prinz Carl“ Nr. 117, das bis 1918 in Mainz stationiert war. Die Garde pflegt den ihr eigenen Schlachtruf: „De Kram klappt!“

## Aufbau und Organisation
Die Garde gliedert sich in mehrere Gruppen, die bei Saal- und Straßenfastnacht aktiv sind:
- Offiziers- und Amazonencorps
- Musikzug
- Reitercorps
- Majorettencorps und Fahnenzug
- Kadettencorps (Kinder- und Jugendgarde)
- Gardeballett und Kinderballett
- Ehrenoffizierscorps und Ehrenlegion

Sowohl der Musikzug der Garde als auch das Gardeballett traten bereits regelmäßig bei der Fernsehsitzung "Mainz bleibt Mainz, wie es singt und lacht" auf.
Das Reitercorps wurde 1958 gegründet und besteht aus Offizieren und Amazonen zu Pferde, Es ist fester Bestandteil der Gardeformation bei den Umzügen am Fastnachtsonntag und Rosenmontag.

## Mitgliederzahl
Mit über 950 Mitgliedern, davon mehr als 650 aktive Uniformierte, ist die Füsilier-Garde eine der mitgliederstärksten Garden in Mainz und stellt alljährlich eine der größten Gruppen beim Mainzer Rosenmontagszug.

## Vereinsführung
- Dr. Oliver Kohl, Präsident
- Markus Mathäy, geschäftsführender Vorsitzender
- Bernd Hück (Generalfeldmarschall)

## Veranstaltungen und soziales Engagement
Die Garde ist eine feste Größe in der Mainzer Fastnacht. Neben der Mitwirkung an der Straßenfastnacht, das heißt der Teilnahme an den Fastnachtsumzügen, hat die Garde immer wieder eigene und innovative Veranstaltungen kreiert. Sie veranstaltete bereits 1973 einen für Mainzer Verhältnisse neuen Maskenball am Tag der Altweiberfastnacht und ist weithin bekannt für ihre ungewöhnlichen Sitzungsformate ("Frühschoppensitzung", Narrenschau, Kneipensitzungen etc.).
Auch außerhalb der Fastnachtszeit gibt es ein reges Vereinsleben mit einer Vielzahl von Veranstaltungen (Herbstmanöverwanderung, Golfturnier, Teilnahme am Mainzer Johannisfest etc.). Darüber hinaus engagiert sich die Garde karitativ, etwa durch Spendenaktionen für soziale Einrichtungen und die alljährlichen Veranstaltungen in einer großen Zahl von Seniorenheimen während der Fastnachtszeit.